# 布拉希夫西基湖
布拉希夫西基湖（烏克蘭語：Булахівський Лиман），是烏克蘭的湖泊，位於該國東部第聶伯羅彼得羅夫斯克州，長2公里、寬0.5公里，面積0.5平方公里，平均水深0.2至0.3米，最大水深0.6米。
48°37′9″N 35°39′18″E / 48.61917°N 35.65500°E